# ابوتراب غفاری
ابوتراب غفاری کاشانی (۱۲۸۰–۱۳۰۷ هجری قمری)
نقاش و نگارگر دوره ناصرالدین‌شاه بود. او برادر کمال‌الملک و شاگرد و برادرزاده صنیع‌الملک، نقاش‌باشی دربار ناصری بود.
در دارالفنون به تحصیل پرداخت و نقاشی را نزد عمویش فرا گرفت. زمانی که برادر و عمویش در روزنامه دولت نقاشی می‌کردند، او هم برای روزنامهٔ شرف نقاشی‌ میکرد.

نمونه نقاشی ابوتراب

با ورود چاپ سنگی به ایران از سوی صنیع‌الملک، ابوتراب هم به آموختن آن روی آورد و به‌تدریج، مهارت یافت. یکی از کارهای باارزش او، نقاشی از عکس‌های سفرنامه خراسان ناصرالدین‌شاه در ۱۲۹۹ ه‍.ق است، که شامل نقاشی چهره ناصرالدین‌شاه و نقاشی‌های دیگری از مناظر و شهرهای مسیر سفر است و امضای ابوتراب، زیر نقاشی‌ها دیده‌می‌شود.
ابوتراب در بیست و هشت سالگی، در نوزده رجب ۱۳۰۷ ه.ق. درگذشت. مشهور است که او با خوردن تریاک خودکشی کرده است.